# Cruel Intentions (coloană sonoră)
Cruel Intentions este coloana sonoră a filmului Tentația seducției (1999). Albumul a fost lansat pe 9 martie 1999 în Statele Unite ale Americii, și conține cântece cunoscute, printre care „Every You Every Me” (Placebo), melodia de pe genericul de început; „Colorblind” (Counting Crows); „Coffee & TV” (Blur), „Bitter Sweet Symphony” (The Verve), care apare spre sfârșitul filmului; „Praise You” (Fatboy Slim), „Addictive” (Faithless) și „Trip On Love”  (Abra Moore).
Albumul a atins locul 60 în Billboard 200.

## Tracklist
1. Placebo - „Every You Every Me” (Single Mix)
2. Fatboy Slim - „Praise You” (Radio Edit)
3. Blur - „Coffee & TV”
4. Day One - „Bedroom Dancing” (First Recording)
5. Counting Crows - „Colorblind”
6. Kristen Barry - „Ordinary Life”
7. Marcy Playground - „Comin' Up From Behind”
8. Skunk Anansie - „Secretly”
9. Craig Armstrong featuring Elizabeth Fraser- „This Love”
10. Aimee Mann - „You Could Make A Killing”
11. Faithless - „Addictive”
12. Abra Moore - „Trip On Love”
13. Bobby Bare Jr. - „You Blew Me Off”
14. The Verve - „Bitter Sweet Symphony” (Album Version)

## Poziții în topuri
- 60 (Billboard 200)

## Trivia
- Cântecele „Push It” (Garbage), „If You Tolerate This Your Children Will Be Next” (Manic Street Preachers), „How Soon Is Now?” (Love Spit Love), „6 Underground” (Sneaker Pimps) și „Cut the Cord” (Pushmonkey) au fost folosite în promovarea filmului, dar niciunul din ele nu apare pe coloana sonoră.
- Cântecul „Lovefool” al celor de la The Cardigans apare în film, dar nu e inclus pe coloana sonoră.
- John Ottman a creat inițial o întreagă coloană sonoră pentru film, care a fost însă respinsă, ulterior Ed Shearmur fiind angajat să compună muzică nouă, întrucât producătorii optaseră pentru un sound mai apropiat de pop-rock. Ottman a scos mai târziu un album cu muzica pe care o compusese pentru film, numit Music Inspired by the Film Cruel Intentions: Suites and Themes from the Scores of John Ottman.
- Referitor la includerea piesei „Every You Every Me” pe coloana sonoră a filmului, Brian Molko, solistul trupei Placebo, își amintește: „Cunosc originalul (Les liaisons dangereuses) și-am urmărit cu toții filmul în autobuzul cu care mergeam în turneu atunci când au vrut să ne folosească cântecul. Am spus: 'Dacă el ((adică Sebastian, personajul interpretat de Ryan Phillippe) nu moare la sfârșit, dacă va fi un sfârșit fericit, atunci nu o facem.'”[1]